# Ernst Theodor Christian Andreas von Freiesleben
Ernst Theodor Christian Andreas von Freiesleben (15. juli 1897 i Randers – 30. januar 1993 i Virum) var en dansk officer og kammerherre, far til Carl Erik Gustav von Freiesleben.
Han var søn af oberst Carl Freiesleben og hustru Betty født Quist. Han blev student fra Plockross' Skole 1915, premierløjtnant i fodfolket 1919, var uden for Hæren 1920-24, ved Den Kongelige Livgarde 1924-32. Han var lærer ved fodfolkets kornetskole 1931-32, blev kaptajnløjtnant 1932, kaptajn 1933 og kompagnichef ved 1. livgardebataljon. Han var bataljonchef for 2. bataljon i Den Danske Brigade i Sverige 1943-45.
Efter Besættelsen blev Freiesleben oberstløjtnant 1945, chef for 7. bataljon og oberst 1947, chef for IX regiment ved Den Danske Brigade i Tyskland 1947-49, chef for 10. regiment og region I i Aalborg 1950-55, chef for Livgarden 1955-59 og fik afsked 1959. Han var Kommandør af Dannebrogordenen, Dannebrogsmand og bar Hæderstegnet for god tjeneste ved Hæren og udenlandske ordener.
Freiesleben blev gift 24. april 1926 med Nellie Ruben (29. november 1903 i København - 20. oktober 1998 i Lyngby), datter af direktør Carl Ruben og hustru Annie født Dugdale.